# Андреас Ландгрен
Андреас Ландгрен (швед. Andreas Landgren, нар. 17 березня 1989, Гельсінгборг) — шведський футболіст, захисник, півзахисник клубу «Гельсінгборг». Відомий за виступами в низці шведських та закордонних клубів, зокрема «Віллем II» і «Фредрікстад», а також у складі національної збірної Швеції. Володар Кубка Швеції.

## Клубна кар'єра
Андреас Ландгрен народився 1989 року в місті Гельсінгборг, та є вихованцем футбольної школи клубу «Гельсінгборг». Дорослу футбольну кар'єру розпочав 2006 року в основній команді того ж клубу, в якій грав до 2010 року, взявши участь у 30 матчах чемпіонату.
У 2010 році Ландгрен перейшов до італійського клубу «Удінезе», проте в основному складі клубу так і не зіграв, і в цьому ж році пішов у оренду до нідерландського «Віллем II», а в 2011 році також на правах оренди перейшов до норвезького клубу «Фредрікстад». У 2012 році шведський півзахисник став гравцем «Фредрікстада» на постійній основі. У 2013 році керівники норвезького клубу віддали Ландгрена в оренду до шведського клубу «Гальмстад».
У 2014 році Андреас Ландгрен повернувся до свого рідного клубу «Гельсінгборг». Станом на 19 лютого 2023 року відіграв за команду з Гельсінгборга 142 матчі в національному чемпіонаті.

## Виступи за збірні
У 2006 року Андреас Ландгрен дебютував у складі юнацької збірної Швеції, загалом на юнацькому рівні взяв участь у 13 іграх, відзначившись 2 забитими голами.
З 2008 до 2010 року Ландгрен залучався до складу молодіжної збірної Швеції. У складі молодіжної збірної грав на молодіжному чемпіонаті Європи 2009 року. На молодіжному рівні зіграв у 15 офіційних матчах.
У 2009 року Андреас Ландгрен зіграв у одному матчі у складі національної збірної Швеції, після чого до національної команди не залучався.

## Титули і досягнення
- Володар Кубка Швеції (1):

«Гельсінгборг»: 2010